# Max Kühn
Max Kühn, křtěný Maxmilián Josef (8. října 1877, Trutnov – 14. června 1944, Liberec) byl liberecký architekt a dlouholetý pedagog na liberecké průmyslové škole. Jeho otcem byl trutnovský stavitel Konrad Kühn.

## Život
Ke studiu architektury nastoupil na Vysokou školu technickou ve Vídni roku 1894, ukončil je roku 1898 na katedře Starokřesťanského a středověkého stavitelství u profesora Maxe von Ferstela, v jehož ateliéru pak krátkou dobu pracoval se svým spolužákem, vídeňským rodákem Heinrichem Fantou. Po ukončení studia přišel roku 1903 do Liberce, kde se stal profesorem na Státní průmyslové škole (Staatsgewerbeschule) – a to nejprve na pozici řadového učitele stavebního oddělení a od roku 1921 jako jeho přednosta. Na stejnou školu nastoupil roku 1904 také Fanta, se kterým společně projektoval řadu staveb ve městě a okolí. Za první světové války se stal dělostřeleckým úředníkem, po ní pokračoval ve vyučování na průmyslové škole. Nepřednášel však pouze na ní, ale také pro různé spolky a instituce – např. Spolek německých inženýrů nebo Spolek stavbyvedoucích, dále se věnoval přednáškám o historii umění v Severočeském muzeu. Učitelskou kariéru ukončil na vlastní žádost roku 1927 ze zdravotních důvodů. Byl členem Rakouského ústředního sdružení architektů, Prezidia německé zemské komise na ochranu dětí a péče o mládež a poradcem na liberecké radnici. Zemřel 14. června 1944 v Liberci. Měl manželku a tři dcery.

## Stavby a realizace
Následující seznam obsahuje jen jeho nejdůležitější stavby, není-li uvedeno jinak, jde o stavby v Liberci:
- secesní kostel Matky Boží U Obrázku, 1906, společně s Heinrichem Fantou
- vlastní secesní vila ve Vrbové ulici čp. 796-I, 1908
- novogotický kostel sv. Antonína Paduánského v Ruprechticích, 1910
- spořitelna v Novém městě pod Smrkem, 1910
- kostel sv. Máří Magdalény v Jungmannově ulici, 1909–12
- Česká eskomptní banka (dnešní budova ČSOB), 1912, společně s Heinrichem Fantou
- okresní úřad v Trutnově (dnešní sídlo ATIP, bývalá porodnice), 1919
- Zahradní město v Trutnově, společně s Heinrichem Fantou
- obchodní dům v Hostinném, 1925
- obytné domy v Dobrovského ulici, 1926
- škola dívčí, obecná a měšťanská v Trutnově (dnešní 1.ZŠ kpt. Jaroše), 1928
- spořitelna ve Frýdlantě, 1928
- Ústav pro zvelebování živností (dnešní budova B Technické univerzity), 1928–29
- Česká eskomptní banka v Jablonci nad Nisou, 1929
- administrativní budova závodu Tefa
- Palác Riunione Adriatica di Sicurtà (Adria), 1929
- tělocvična s lázněmi Na Jeřábu, 1934

### Galerie

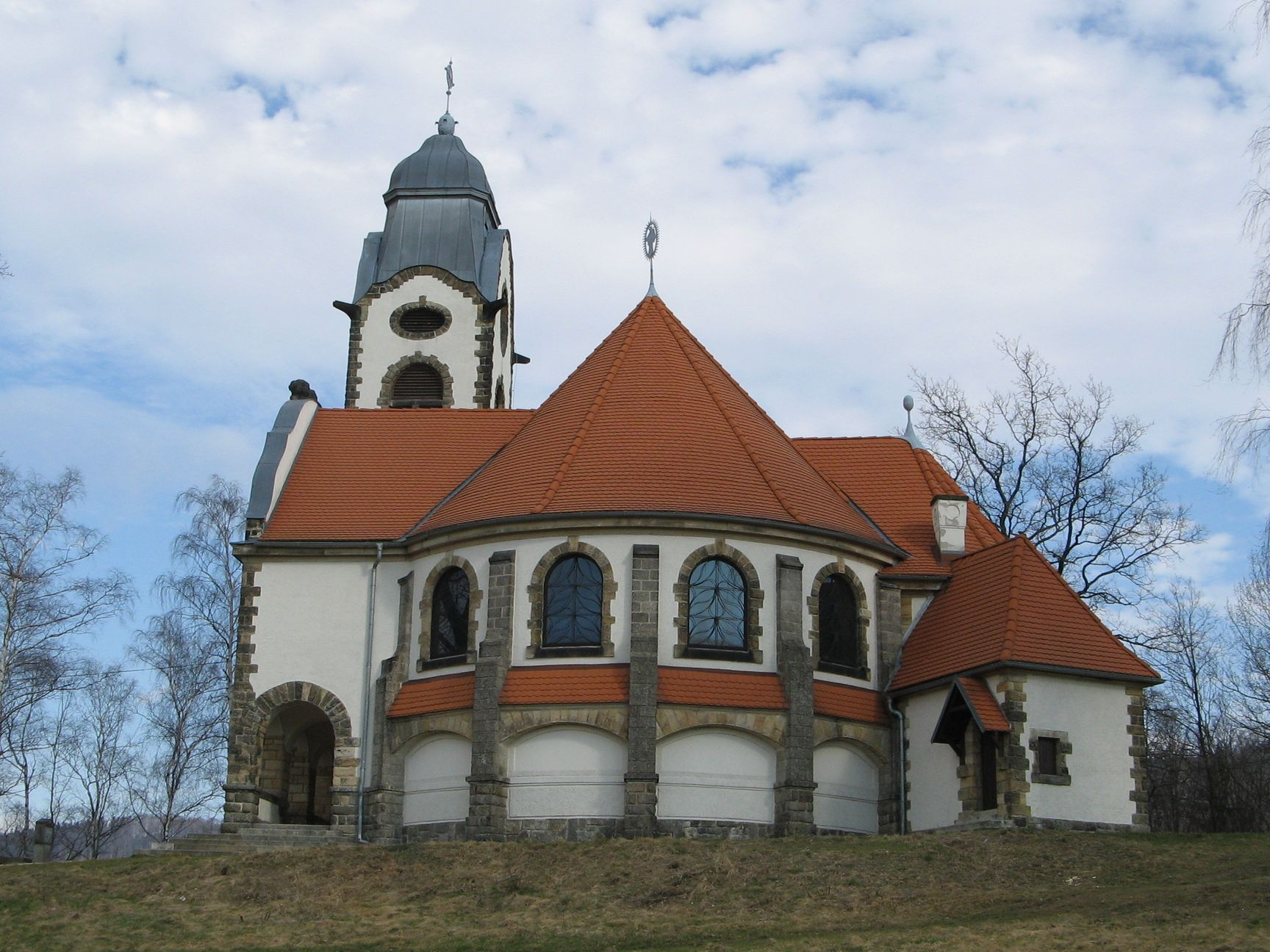
Kostel Matky Boží U Obrázku, Liberec
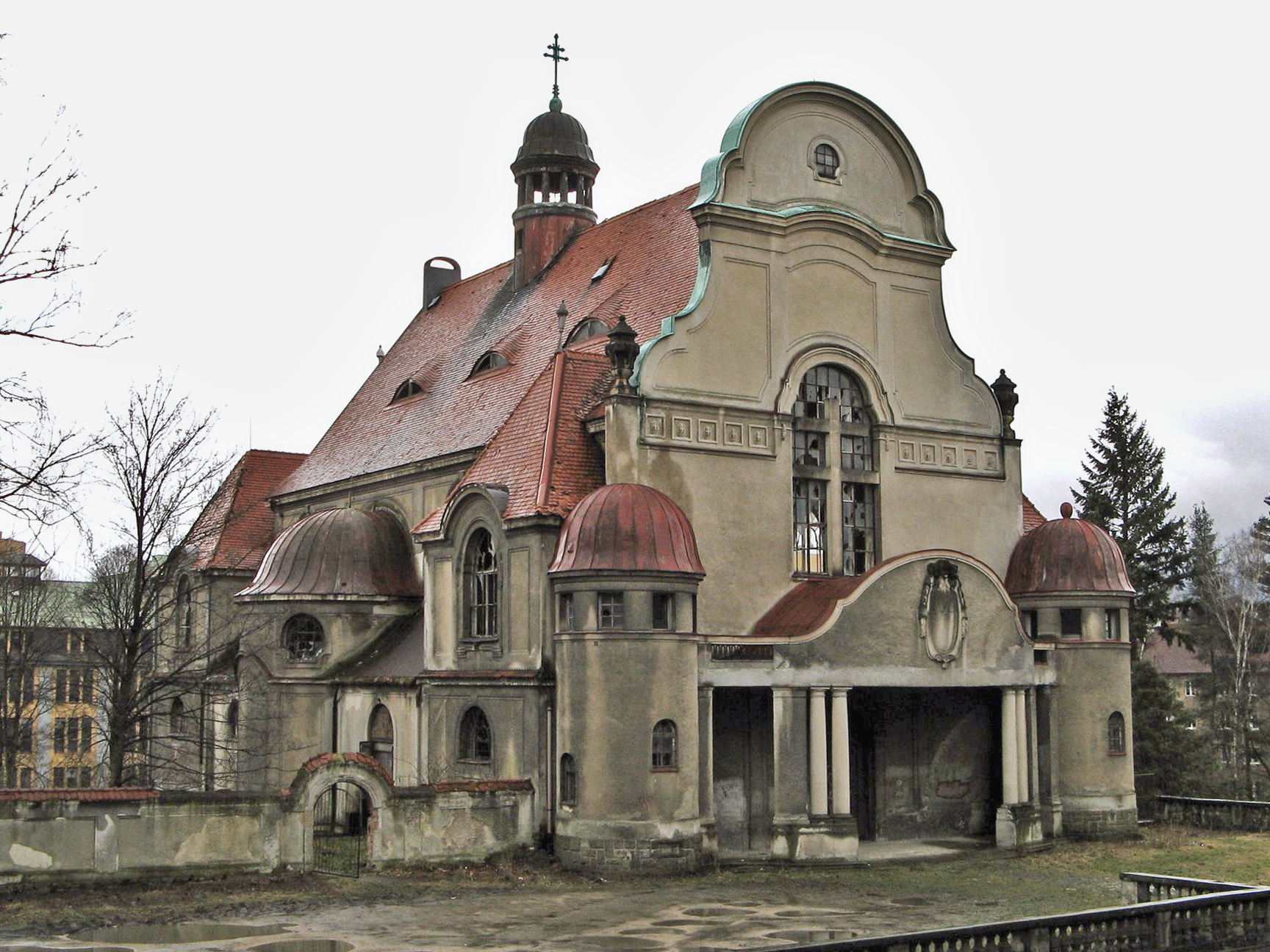
Kostel sv. Máří Magdalény, Liberec
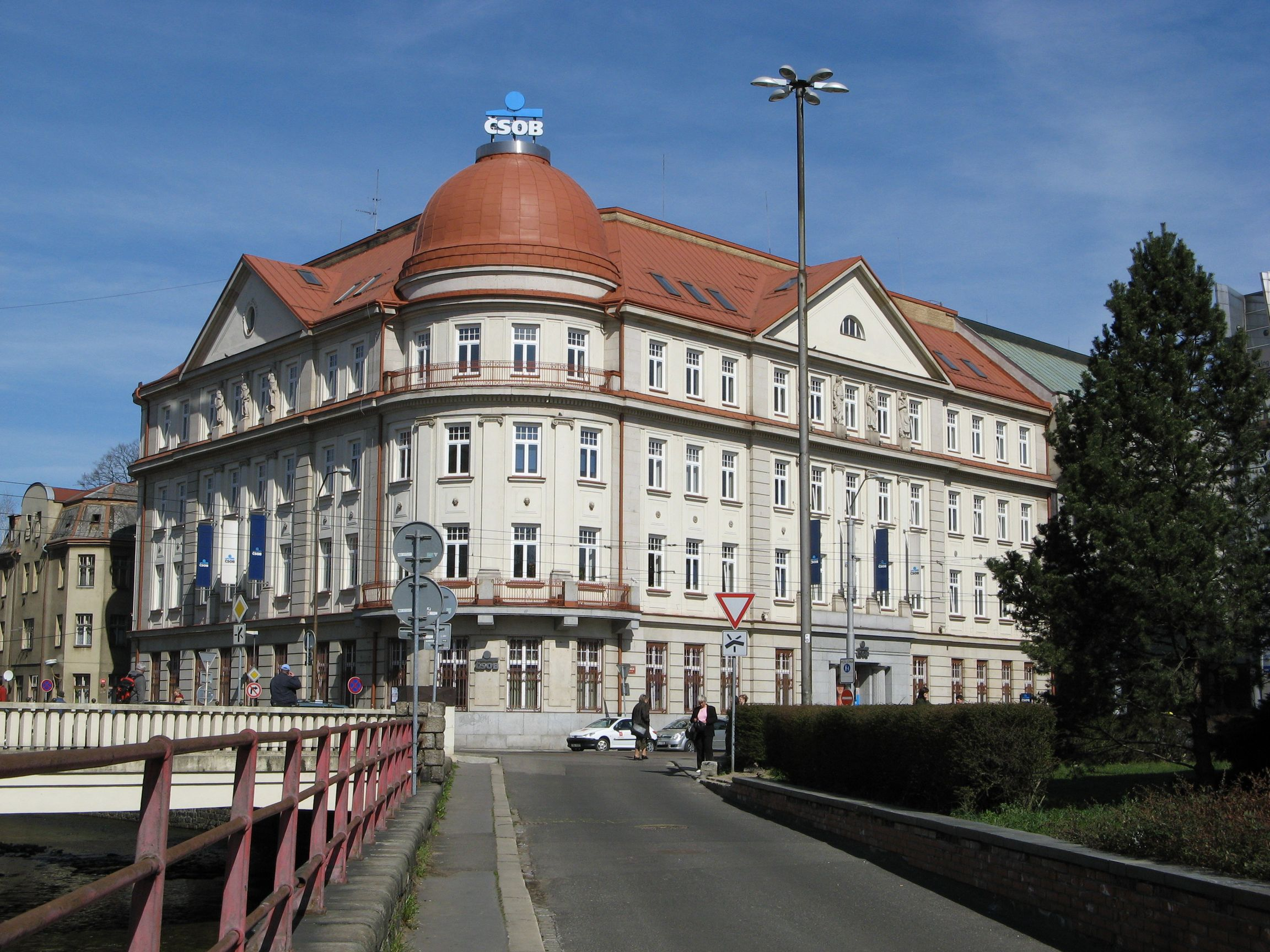
Budova ČSOB, Liberec
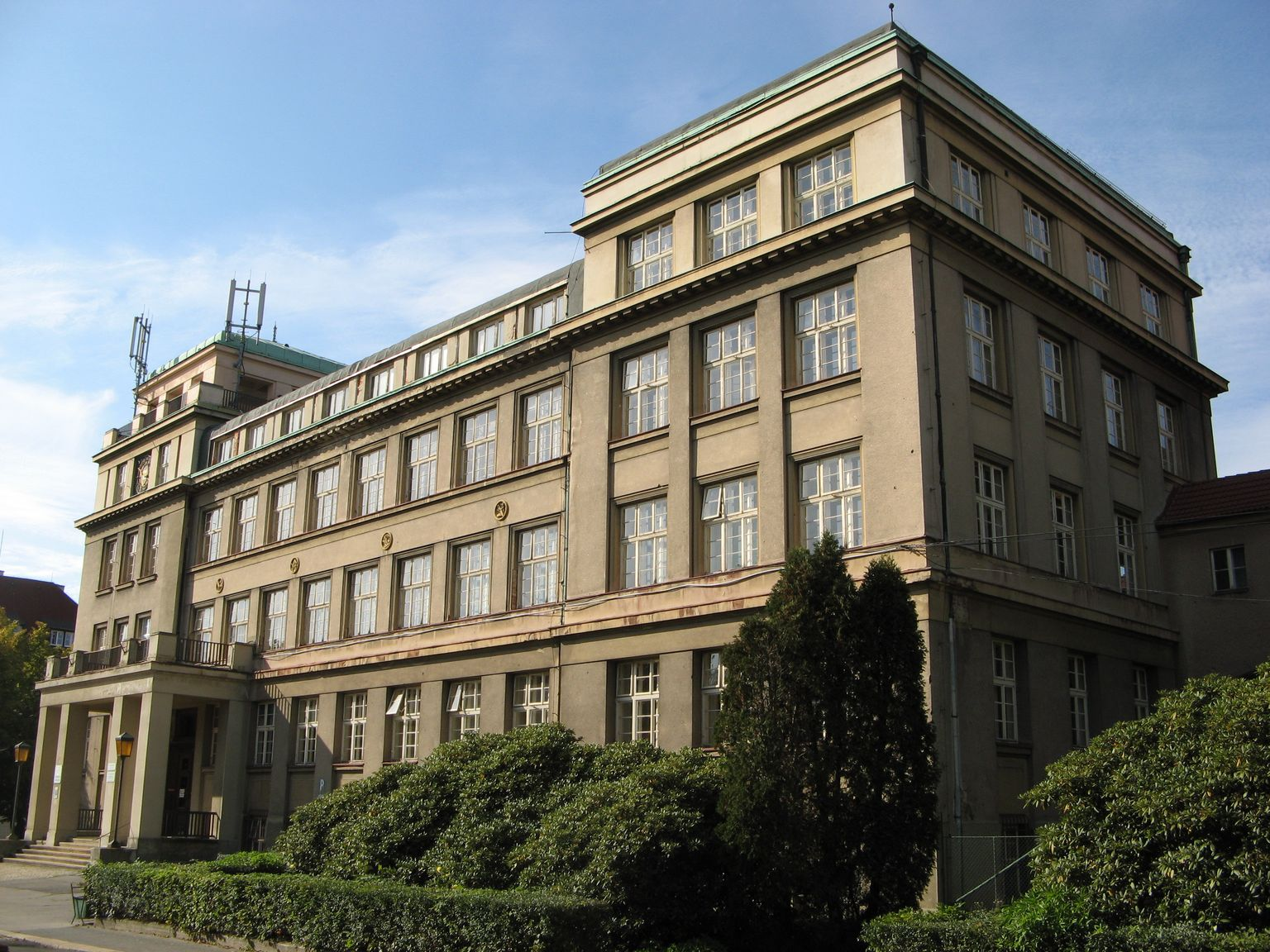
Budova B Technické univerzity, Liberec
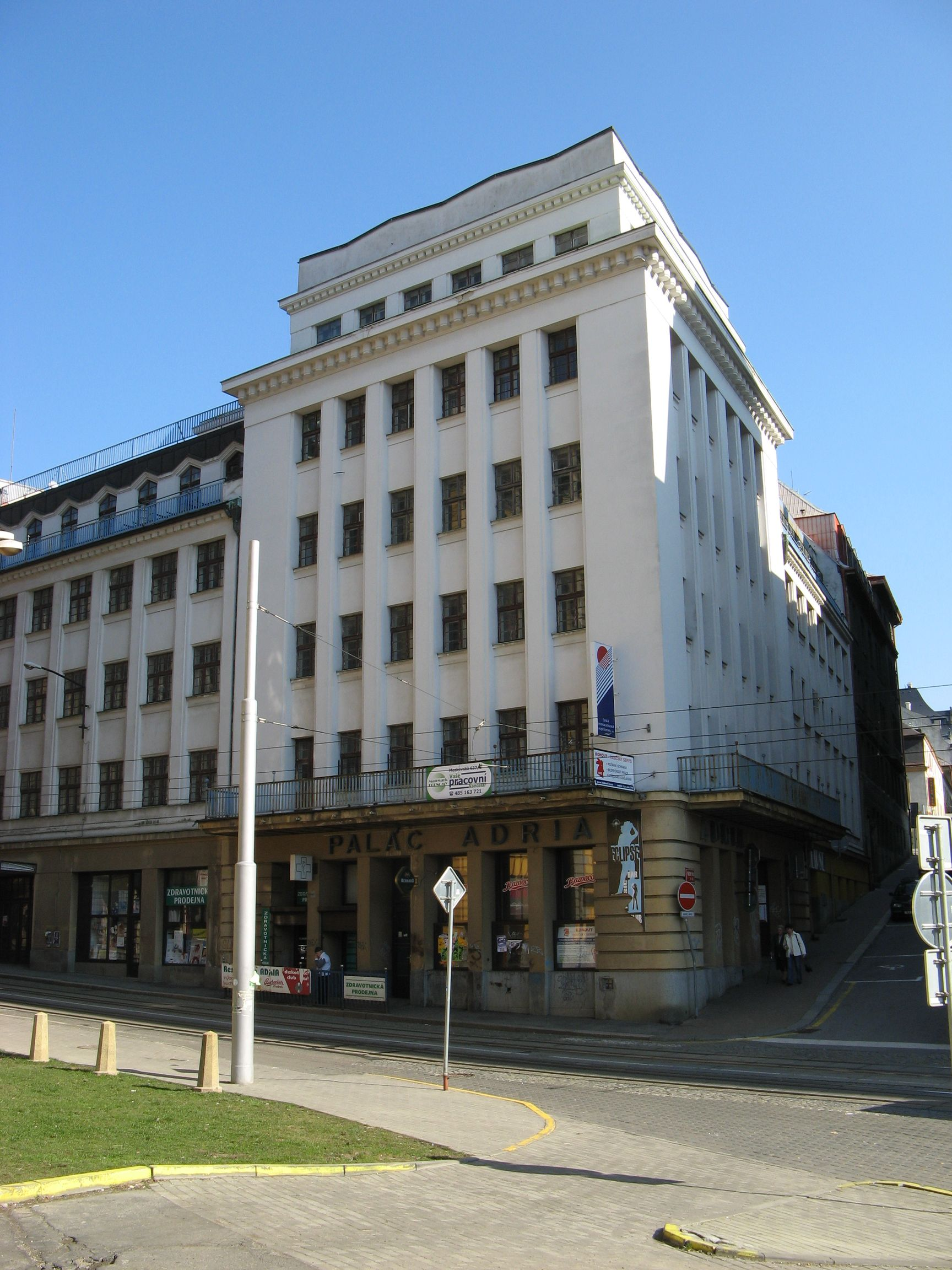
Palác Adria, Liberec
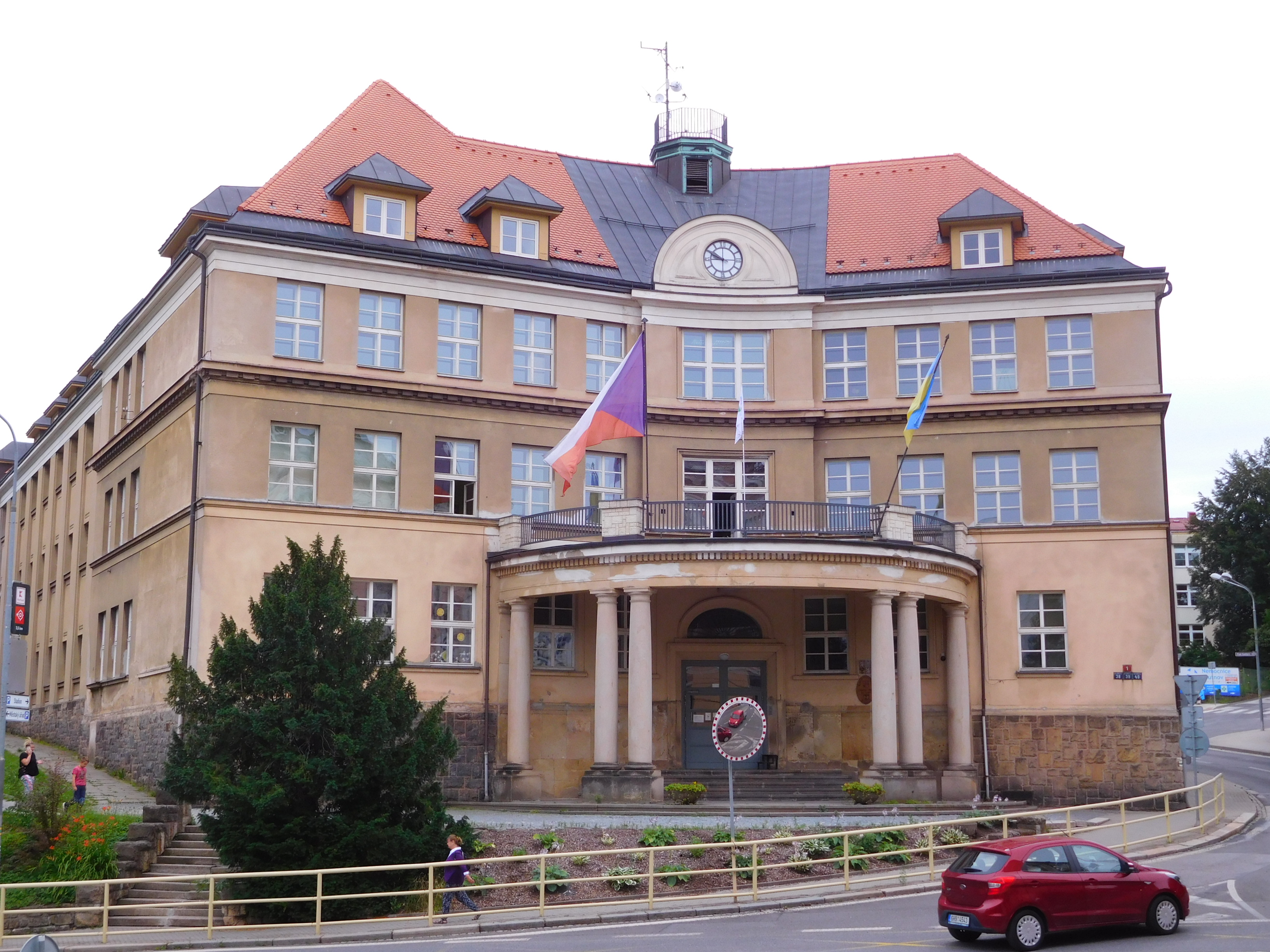
Dívčí, obecná a měšťanská škola, Trutnov
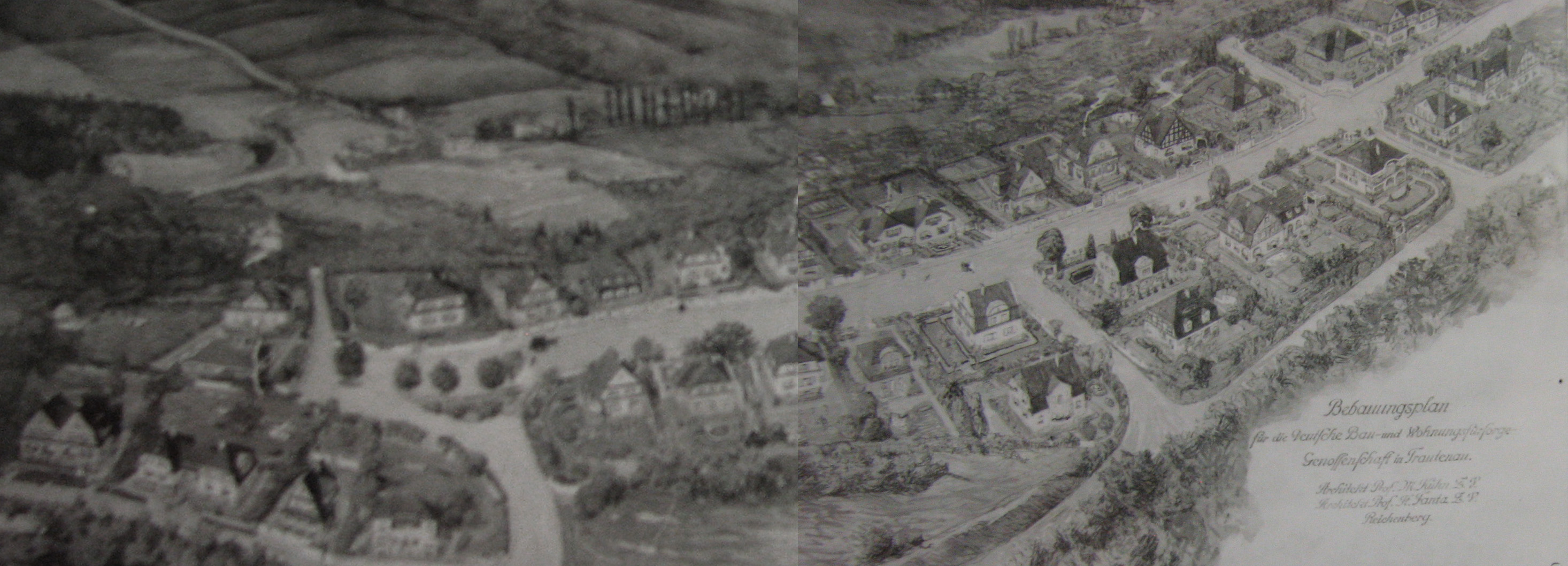
Zahradní město, Trutnov